# Jeong
Jeong (정) ist ein koreanischer Familienname. Während der Name nach der revidierten Romanisierung Jeong geschrieben wird, wird er nach McCune-Reischauer mit Chŏng und Jŏng romanisiert. Weitere geläufige Varianten sind Jung, Chung, Jong und Chong.

## Namensträger
- Jeong Bo-young (* 2003), südkoreanische Tennisspielerin
- Jeong Chung-geun (* 1995), südkoreanischer Fußballspieler
- Jeong Do-jeon (1337–1398), koreanischer Politiker und Philosoph
- Jeong Dong-sik (* 1980), südkoreanischer Fußballschiedsrichter
- Jeong Duk-hyung (* 1984), südkoreanischer Leichtathlet
- Eunhye Jeong (* 1986), südkoreanische Jazzmusikerin
- Jeong Geumhyung (* 1980), südkoreanische Performance-Künstlerin, Tänzerin und Choreografin
- Jeong Gi-dong (* 1961), südkoreanischer Fußballspieler
- Jeong Gu (1543–1620), koreanischer Philosoph und Dichter, Schriftsteller
- Jeong Ha-dam (* 1994), südkoreanische Schauspielerin
- Jeong Ho-jin (* 1999), südkoreanischer Fußballspieler
- Jeong Ho-min (* 1994), südkoreanischer Fußballspieler
- Jeong Ho-yeon (* 2000), südkoreanischer Fußballspieler
- Jeong Hun (* 1985), südkoreanischer Fußballspieler
- Jeong Ja-in (* 2001), südkoreanischer Fußballspieler
- Jeong Jae-heon (* 1974), südkoreanischer Bogenschütze, siehe Chung Jae-hun
- Jeong Jeong-yong (* 1969), südkoreanischer Fußballspieler und -trainer
- Jeong Jin-hui (* 1999), südkoreanische Handballspielerin
- Jeong Jin-yeong (* 1964), südkoreanischer Schauspieler
- Jeong Jin-yeong (Fußballspieler, 2000) (* 2000), südkoreanischer Fußballspieler
- Jeong Ji-hye (* 1998), südkoreanische Diskuswerferin
- Jeong Ji-so (* 1999), südkoreanische Schauspielerin
- Jeong Jong-won (* 1992), südkoreanischer Skilangläufer
- Ken Jeong (* 1969), US-amerikanischer Schauspieler und Arzt
- Jeong Kyeong-doo (* 1960), südkoreanischer Politiker
- Jeong Kwan (* 1957), südkoreanische Nonne
- Jeong Min-hyeong (1987–2012), südkoreanischer Fußballspieler
- Jeong Min-ki (* 1996), südkoreanischer Fußballspieler
- Jeong Mong-ju (1337–1392), koreanischer Politiker, Philosoph, Denker, Dichter, Diplomat und Schriftsteller
- Jeong Na-eun (* 2000), südkoreanische Badmintonspielerin
- Jeong Sang-bin (* 2002), südkoreanischer Fußballspieler
- Jeong Sang-eun (* 1990), südkoreanischer Tischtennisspieler
- Sarah Jeong (* 1988), US-amerikanische Journalistin
- Jeong Sophia (* 1993), südkoreanische Skeletonpilotin
- Jeong Soseong (1944–2020), südkoreanischer Schriftsteller
- Jeong Su-nam (* 1996), südkoreanische Tennisspielerin
- Jeong Suk-young (* 1993), südkoreanischer Tennisspieler
- Jeong Woo-geun (* 1991), südkoreanischer Fußballspieler
- Jeong Woo-yeong (* 1999), südkoreanischer Fußballspieler
- Jeong Yein (* 1998), südkoreanische Sängerin
- Jeong Yeon-jin (* 1992), südkoreanische Leichtathletin
- Jeong Yeong-a (* 1990), südkoreanische Fußballspielerin
- Jeong Yeong-won (* 1996), südkoreanische Tennisspielerin
- Jeong Young-hwa (* 1971), südkoreanischer Poolbillardspieler
- Jeong Yu-jeong (* 1966), südkoreanische Autorin

- Jeong Yu-mi (Schauspielerin, 1983) (* 1983), südkoreanische Schauspielerin
- Jeong Yu-mi (Schauspielerin, 1984) (* 1984), südkoreanische Schauspielerin
- Jung Yoo-mi (Tennisspielerin) (* 1984), südkoreanische Tennisspielerin
- Jung Yu-mi (Tischtennisspielerin) (* 1995), südkoreanische Tischtennisspielerin

- Jeong Yu-sun (* 1997), südkoreanische Kugelstoßerin